# Житомирская область
Жито́мирская о́бласть (укр. Жито́мирська о́бласть), разг. Жито́мирщина (укр. Жито́мирщина) — область в центре Украины. Административный центр и крупнейший город — Житомир, другие крупные города — Бердичев, Коростень, Звягель, Малин, Коростышев, Овруч, Радомышль, Барановка, Олевск.

## География
Житомирская область расположена в центральной части Восточно-Европейской равнины, на севере Правобережной Украины.
Площадь области — 29 827 км², что составляет 4,94 % территории Украины. По своим размерам область входит в число наибольших на Украине и уступает лишь четырём областям: Одесской, Днепропетровской, Черниговской и Харьковской — занимая 5 место.
Область имеет границу с Беларусью длиной 280 км, только с Гомельской областью. На границе расположены 2 пункта перехода — Майдан-Копищанский и Выступовичи в Коростенском районе. Как минимум ещё один переход: Александровка (Беларусь) — Вильча (Украина). Кроме этого, есть пункты пропуска на железнодорожных станциях в Овруче и Коростене и авиационный — в посёлке городского типа Озёрный Житомирского района. Область граничит с Киевской, Винницкой, Хмельницкой, Ровненской областями Украины.
Протяжённость области с запада на восток 170 км, с севера на юг — 230 км. Она расположена в двух природных зонах: северная её часть — в зоне смешанных лесов, южная — в границах лесостепи.
По характеру рельефа область делится на юго-западную часть, лежащую в пределах Приднепровской возвышенности (высота до 300 м), и северо-восточную — низменную, слаборасчленённую, входящую в район Полесья; на северо-запад области среди заболоченных равнин Полесской низменности поднимается останцовый Словечанско-Овручский кряж, образованный из докембрийских кварцитов. Высочайшая точка его достигает 316 метров над уровнем моря.
Климат умеренно континентальный — с тёплым влажным летом и мягкой облачной зимой. Средняя температура: летняя — +18,5 °C, зимняя — −5,5 °C Среднее среднегодовое количество осадков — 753 мм. На территории области протекает 221 речка общей длиной 5366 км. Все реки принадлежат бассейну Днепра. Наибольшие реки в границах области: Тетерев — 247 км (протекает через Житомир, Радомышль), Случь — 194 км, Ирпень — 174 км, Ирша — 136 км. На Житомирщине немало больших озёр. Наибольшие из них — Чёрное, Купье, Озерянское, Дуже, Дедово, Прибиловецкое — расположенные в бассейне речки Уборть.
В южной лесостепной части Житомирской области. преобладают чернозёмные почвы, в Полесье преимущественно дерновоподзолистые, болотные и серые лесные почвы. Леса, в основном смешанные (сосна, дуб, граб, берёза, ольха, осина и т. п.), и кустарники занимают 30 % территории области. Из животных встречаются лось, косуля, кабан, волк, лисица, белка, заяц-русак; из птиц — синицы, совы, дятлы, глухарь, ястреба, дикие утки и серый гусь.

## История
Житомирская область — часть Полесья (северная и центральная часть), Поросья (юго-восточная часть), Подолья (южная и юго-западная часть). В районе Овручского лёссового массива известно несколько палеолитических местонахождений: Швабы, Довгиничи, Збраньки, Клинец.
Райковецкое городище лука-райковецкой культуры появилось на возвышенном левом берегу реки Гнилопяти близ села Райки Бердичевского района в VII веке. Шумское городище датируют IX веком и приписывают его создание либо древлянам, либо представителям пражско-корчакской культуры.
В Древлянской земли известно 24 мысовых городища (21 простое и 3 сложные), на 14 из них имеются культурные наслоения конца I тыс. н. э. (IX—X вв.): Коростень III и IV (Искоростень), Иванков, Малин на реке Ирше, Маренин на реке Случь, Несолонь, Новоград-Волынский (Южное), Олевск на реке Уборть, Пилиповичи, Райки, Фрузиновка, Городище на реке Церем, Гульск, Новоград-Волынский (Северное), городище в посёлке Городница.
После присоединения западной части к галицко-волынскому княжеству, на неё перешло название Волынь. Является родиной славян. Корчакскую культуру идентифицируют с культурой славянского объединения племён дулебов, которые считаются предками летописных волынян, древлян, дреговичей, и возможно частично полян.
После того, как древляне убили пожелавшего собрать намного большую, чем было уговорено, дань киевского князя Игоря, его жена Ольга отомстила древлянам — осадила Искоростень и сожгла его в 945/946 году. Сменивший летописный град древлянский город возник на новом месте, на некотором отдалении от прежнего, и потерял статус главного города Древлянской земли, столицей которой стал другой древлянский город — Вручий.
Городницкий клад содержит сребреники князей Владимира Святославича и Святополка Ярополковича. Древнерусский меч начала XI века, найденный у села Глуховцы близ Бердичева, относится к типу A — местный.
До 1795 года Волынь находилась в составе Речи Посполитой, но после её раздела перешла к Российской империи. На территории Волыни была образована Волынская (Изяславская) губерния, центром которой с 1804 года стал Житомир.
В 1921 году по Рижскому миру западная часть Волынской губернии отошла Польше, а восточная оказалась в составе Украинской ССР.
В 1925 году упразднены все губернии Украинской ССР, а в 1932 году образованы первые области.
Современная Житомирская область была образована 22 сентября 1937 года из западных районов Киевской области.
В результате коллективизации на Волыни было разрушено и официально снято с учётных данных 1036 хуторов в связи с переселением жителей в сёла.
В 1967 году Житомирская область награждена орденом Ленина.
В ходе российского вторжения на Украину в 2022 году северо-восточная часть области была оккупирована, после вывода войск с Киевской, Сумской и Черниговской областей российские войска вскоре покинули свои позиции.

## Население
Численность наличного населения области на 1 января 2020 года составляет 1 208 212 человек, в том числе городского населения 716 457 человек, или 59,3 %, сельского — 491 755 человек, или 40,7 %.
По данным на 1 декабря 2021 года, численность наличного населения области составила 1 180 638 человек, в том числе городское население — 704 027 человек (59,63 %), сельское — 476 611 человек (40,37 %). Постоянное население — 1 181 407 жителей, в том числе городское население — 701 887 жителей (59,41 %), сельское — 479 520 жителей (40,59 %).

### Языковой состав
Языковой состав населения административных единиц, занимавших территорию современной Житомирской области, по данным переписи 1926 года характеризовался преобладанием украинского языка:
- Бердичевский округ — украинский язык — 85,2 %, еврейский язык (идиш) — 9,1 %, польский язык — 2,6 %, русский язык — 2,3 %
- Коростенский округ — украинский язык — 82,5 %, русский язык — 2,3 %, другие языки (преимущественно польский и еврейский) — 15,2 %
- Волынский (Житомирский) округ — украинский язык — 72,8 %, русский язык — 4,5 %, другие языки (преимущественно польский, еврейский и немецкий) — 22,7 %

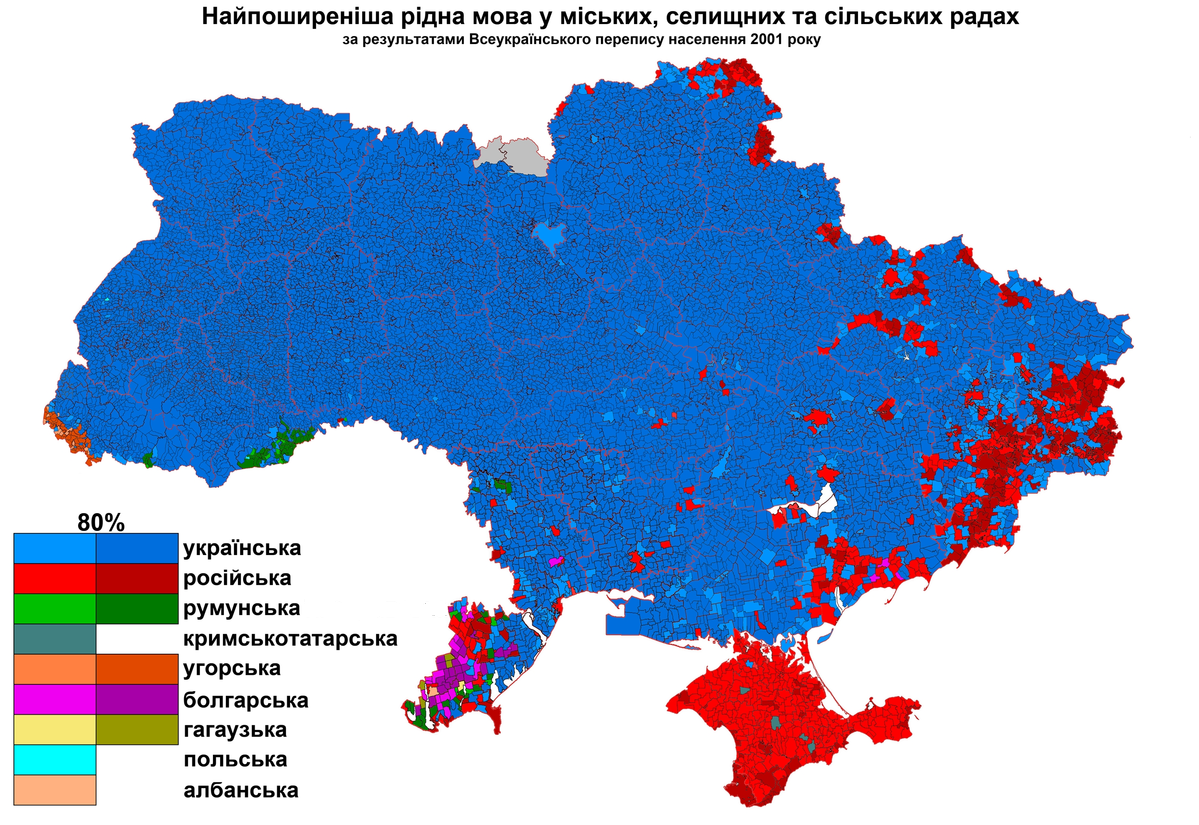
По данным переписи 2001 года более 93 % населения Житомирской области назвали украинский язык родным — он преобладает во всех городах и местных советах региона

Вследствие проводимой во времена СССР русификации Украины доля украиноязычных в населении Житомирской области между переписями 1970 и 1989 гг. постепенно уменьшалась, в то время как доля русскоязычных — возрастала. Родной язык населения Житомирской области по результатам переписей населения, %
|            | 1959 | 1970 | 1989 | 2001 |
| ---------- | ---- | ---- | ---- | ---- |
| Украинский | 83,2 | 89,6 | 87,2 | 93,0 |
| Русский    | 8,9  | 9,4  | 12,0 | 6,6  |
| Другие     | 7,9  | 1,0  | 0,8  | 0,4  |

Родной язык населения Житомирской области по данным переписи 2001 года:
|                          | Украинский | Русский |
| ------------------------ | ---------- | ------- |
| Житомирская область      | 93,0       | 6,6     |
| г. Житомир               | 83,2       | 16,3    |
| г. Бердичев              | 89,0       | 10,6    |
| г. Коростень             | 86,7       | 12,7    |
| г. Звягель               | 89,4       | 10,0    |
| Андрушёвский район       | 97,7       | 2,0     |
| Барановский район        | 98,5       | 1,3     |
| Бердичевский район       | 98,0       | 1,8     |
| Брусиловский район       | 97,0       | 2,7     |
| Хорошевский район        | 96,2       | 3,5     |
| Романовский район        | 98,1       | 1,6     |
| Емильчинский район       | 98,4       | 1,5     |
| Житомирский район        | 93,6       | 6,1     |
| Коростенский район       | 97,8       | 1,7     |
| Коростышевский район     | 94,8       | 4,9     |
| Лугинский район          | 98,3       | 1,4     |
| Любарский район          | 98,8       | 1,1     |
| Малинский район          | 96,3       | 3,2     |
| Народичский район        | 97,1       | 1,8     |
| Новоград-Волынский район | 98,5       | 1,4     |
| Овручский район          | 95,9       | 3,5     |
| Олевский район           | 98,2       | 1,3     |
| Попельнянский район      | 97,3       | 2,1     |
| Радомышльский район      | 97,2       | 2,5     |
| Ружинский район          | 98,7       | 1,1     |
| Пулинский район          | 98,3       | 1,5     |
| Черняховский район       | 98,6       | 1,3     |
| Чудновский район         | 97,8       | 2,0     |

Украинский язык является единственным официальным языком на всей территории области.
25 октября 2018 года решением Житомирского областного совета в Житомирской области был введён мораторий на публичное использование русскоязычного культурного продукта.
По данным опроса, проведённого Социологической группой «Рейтинг» с 16 ноября по 10 декабря 2018 года в рамках проекта «Портрети Регіонів», 74 % жителей Житомирской области считали, что украинский язык должен быть единственным государственным языком на всей территории Украины. 14 % считали, что украинский язык должен быть единственным государственным языком, а русский — вторым официальным в некоторых регионах страны. 9 % считали, что русский должен стать вторым государственным языком страны. 3 % затруднились с ответом.
18 ноября 2022 года решением Житомирской областной военной администрации в Житомирской области утверждена «Областная программа развития украинского языка во всех сферах общественной жизни Житомирской области на 2022—2025 годы», главной целью которой является усиление позиций украинского языка в различных сферах общественной жизни региона.
По данным исследования Центра контент-анализа, проведённого в период с 15 августа по 15 сентября 2024 года, темой которого стало соотношение украинского и русского языков в украинском сегменте социальных сетей, в Житомирской области на украинском языке писалось 84,0 % сообщений (в 2023 году — 76,1 %, в 2022 году — 73,5 %, в 2020 году — 24,6 %), на русском — 16,0 % (в 2023 году — 23,9 %, в 2022 году — 26,5 %, в 2020 году — 75,4 %).
После провозглашения Украиной независимости в области, как и в стране в целом, происходит постепенная украинизация русифицированной в советское время системы образования. Динамика соотношения языков преподавания в учреждениях общего среднего образования в Житомирской области:
| Язык преподавания | Учебный год | Учебный год | Учебный год | Учебный год | Учебный год | Учебный год | Учебный год | Учебный год | Учебный год | Учебный год | Учебный год | Учебный год | Учебный год | Учебный год |
| Язык преподавания | 1991/92     | 1992/93     | 1993/94     | 1994/95     | 1995/96     | 2000/01     | 2005/06     | 2007/08     | 2010/11     | 2012/13     | 2015/16     | 2018/19     | 2021/22     | 2022/23     |
| ----------------- | ----------- | ----------- | ----------- | ----------- | ----------- | ----------- | ----------- | ----------- | ----------- | ----------- | ----------- | ----------- | ----------- | ----------- |
| Украинский        | 76,7 %      | 79,1 %      | 82,7 %      | 85,1 %      | 86,0 %      | 96,0 %      | 99,0 %      | 99,0 %      | 99,0 %      | 99,0 %      | 99,5 %      | 99,7 %      | 100,0 %     | 100,0 %     |
| Русский           | 23,3 %      | 20,9 %      | 17,2 %      | 14,9 %      | 14,0 %      | 4,0 %       | 1,0 %       | 1,0 %       | 1,0 %       | 1,0 %       | 0,5 %       | 0,3 %       | —           | —           |

В период с 2012/13 по 2016/17 учебный год в Житомирской области доля учеников, изучающих русский язык либо в русскоязычных классах, либо как отдельный предмет в классах с украинским языком преподавания, сократилась с 46,35 % до 33,32 %.
По данным Государственной службы статистики Украины в 2023/24 учебном году все 133 037 учащихся в учреждениях общего среднего образования в Житомирской области обучались в украиноязычных классах.
По данным Государственной службы статистики Украины в 2024/25 учебном году все 128 613 учащихся в учреждениях общего среднего образования в Житомирской области обучались в украиноязычных классах.

## Административно-территориальное устройство
Административный центр Житомирской области — город Житомир.

### Районы
17 июля 2020 года принято новое деление области на 4 района:
| № | Район              | Население (тыс. чел.) | Площадь (км²) | Административный центр |
| - | ------------------ | --------------------- | ------------- | ---------------------- |
| 1 | Бердичевский район | 163,6                 | 3014,0        | г. Бердичев            |
| 2 | Житомирский район  | 622,8                 | 10 508,2      | г. Житомир             |
| 3 | Звягельский район  | 171,7                 | 5237,3        | г. Звягель             |
| 4 | Коростенский район | 262,1                 | 10 892,2      | г. Коростень           |

Районы в свою очередь делятся на городские, поселковые и сельские объединённые территориальные общины (укр. об'єднана територіальна громада).

### Города
| - Житомир - Андрушёвка - Барановка - Бердичев | - Коростень - Коростышев - Малин - Звягель | - Овруч - Олевск - Радомышль - Чуднов |

### Общая карта
Легенда карты:
|  | Областной центр, более 250 000 чел. |
|  | от 50 000 до 100 000 чел.           |
|  | от 10 000 до 50 000 чел.            |
|  | от 5 000 до 10 000 чел.             |
|  | от 2 000 до 5 000 чел.              |
|  | от 1 000 до 2 000 чел.              |

### История деления области
8 декабря 1966 года были образованы Барановский, Володарско-Волынский, Лугинский, Народчиский, Червоноармейский и Чудновский районы.

Районы Житомирской области до 17 июля 2020 года

Число административных единиц и населённых пунктов области до 17 июля 2020 года:
- районов — 23;
- населённых пунктов — 1667, в том числе:
  - сельских — 1613;
  - городских — 54, в том числе:
    - посёлков городского типа — 43;
    - городов — 11, в том числе:
      - городов областного значения — 5;
      - городов районного значения — 6;
- районов в городах — 2.

Число сельских советов — 579.
23 района (до 17 июля 2020 года):
1. Андрушёвский район
2. Барановский район
3. Бердичевский район
4. Брусиловский район
5. Емильчинский район
6. Житомирский район
7. Коростенский район
8. Коростышевский район
9. Лугинский район
10. Любарский район
11. Малинский район
12. Народичский район
13. Новоград-Волынский район
14. Овручский район
15. Олевский район
16. Попельнянский район
17. Пулинский район
18. Радомышльский район
19. Романовский район
20. Ружинский район
21. Хорошевский район
22. Черняховский район
23. Чудновский район

Статусы городов (до 17 июля 2020 года):
| Города областного значения: - Житомир - Бердичев - Коростень - Малин - Новоград-Волынский | Города районного значения: - Андрушёвка - Барановка - Коростышев - Овруч - Олевск - Радомышль - Чуднов |

### Органы власти
Местное самоуправление в области осуществляет Житомирский областной совет, исполнительную власть — областная государственная администрация. Главой области является председатель облгосадминистрации, назначаемый Президентом Украины.

#### Главы области
- 1957—1961 гг. — Михаил Михайлович Стахурский
- 1961—1963 гг. — Лазуренко Михаил Константинович
- 1963—1964 гг. — Лазуренко Михаил Константинович (сельского)
- 1963—1964 гг. — Терехов Константин Павлович (промышленного)
- 1964—1968 гг. — Лазуренко Михаил Константинович
- 1968—1978 гг. — Терехов Константин Павлович
- 1978—1989 гг. — Кавун Василий Михайлович
- 1989—1991 гг. — Фёдоров Владимир Григорьевич
- 2007—2008 гг. — Павленко Юрий Алексеевич
- 2008—2010 гг. — Забела Юрий Владимирович
- 2010—2014 гг. — Рыжук Сергей Николаевич
- 2014 г. — Кизин Сидор Васильевич
- 2014—2016 гг. — Машковский Сергей Александрович
- 2016—2019 гг. — Игорь Петрович Гундич
- 2019 г. — Ярослав Николаевич Лагута
- 2019—н. в. — Виталий Иванович Бунечко

## Экономика
| № | показатель               | единицы          | значение, 2014 г. |
| - | ------------------------ | ---------------- | ----------------- |
| 1 | Экспорт товаров          | млн долларов США | 664,3             |
| 2 | Уд. вес в общеукраинском | %                | 1,2               |
| 3 | Импорт товаров           | млн долларов США | 285,9             |
| 4 | Уд. вес в общеукраинском | %                | 0,5               |
| 5 | Сальдо экспорт-импорт    | млн долларов США | 378,4             |
| 6 | Капитальные инвестиции   | млн гривен       | 2667,1            |
| 7 | Средняя зарплата         | грн              | 2763              |
| 8 | Средняя зарплата         | долларов США     | 232,4             |

По материалам Комитета статистики Украины  (укр.) и Главного управления статистики в Житомирской области  (укр.)

## Транспорт
Благодаря выгодному географическому положению и разветвлённой сети автомобильных путей и железных дорог область имеет удобное транспортное соединение с Киевом, Львовом, Ужгородом, Харьковом, Одессой, Минском, Москвой, Санкт-Петербургом, а также странами Восточной и Центральной Европы. Расстояние от Житомира до Киева железной дорогой — 165 км, шоссейной дорогой — 131 км.